# 戀愛與選舉與巧克力
《戀愛與選舉與巧克力》是sprite公司製作並於2010年10月29日發售的戀愛冒險類型成人遊戲，同時也是sprite創社后製作的首款遊戲。後來於2012年9月27日移植至PlayStation Portable平台。
高清重置版於2020年12月25日在Windows平台發售。此版本將解像度由原版800x600（4:3）提升至最高3840x2160（16:9）等多種解像度，並追加部分CG，取消原版一周目強制鎖定千里線、部分重要劇情強制自動推進等限制。
2023年8月11日，HIKARI FIELD正式宣布將製作並發行國際中文版，此版本將以2020年發售的高清重置版為藍本製作，將於2025年3月28日於Steam平台與Nekonyan聯合發行。
《戀愛與選舉與巧克力》的原作故事改編並發佈於其他媒體上。 本作改編的2部漫畫各連載於《電擊G's magazine》和《月刊Comic電擊大王》上。最新一期的《電擊G's magazine》上公布動畫化，並於2012年7月至9月放送由AIC Build製作和喜多幡徹擔任導演的12集電視動畫。

## 遊戲運作
《戀愛與選舉與巧克力》是成人戀愛冒險遊戲。玩家在玩《戀愛與選舉與巧克力》的時候主要是觀看和聆聽故事情節的發展，不過在部分預設的段落中玩家須藉由點擊的方式選擇行為選項，而這些選擇將會影響之後的人物的行動或者是反應。遊戲藉由這些相互連接的劇情分歧點而組織成多條故事路線，而遊戲的選項便會影響玩家所挑選的故事劇情內容，包含玩家操控的角色和遊戲人物之間的色情場景，並且進入不同的結局。

## 故事
童年即為好友的大島裕樹與住吉千里，一同升上了擁有超過6000名學生的「私立高藤學園」二年級，並和以前的朋友木場美冬共同參加了「食品研究部」，雖然這個社團只不過是大家買零食分享，可說是廢社中的廢社，社團的成員卻都很喜歡這樣的社團相聚時光。不過危機發生了，最有可能當選下屆高藤學園學生自治會會長的東雲皐月宣布，要整頓學校中沒有實績的社團，「食品研究部」更是被點名解散。為了避免食品研究部面臨解散的危機，食品研究部決定，要在選舉中擊敗皐月。
於是，千里將裕樹拱上台面參選，阻止食品研究部免解散的危險，社員們積極的投入這次的選戰，中途加入並且很少說話流露情感的社員森下未散，也在這過程中改變著。
另一方面，在參選的過程中，認識經濟特優生青海衣更與前學生會長毛利夜雲，逐步發現學校的問題點。為了社團的存續，以及對於學校問題的改革，裕樹決定與社員們一起，認真投入學生會選舉。

## 登場人物
大部分登场人物的姓氏均来源于东京都江东区（即故事舞台）的真实地名
※聲：PC遊戲版聲優 / PSP遊戲及動畫版聲優

### 主要角色
大島裕樹（聲：無 / 中村悠一/ 慶長佑香（幼年））
高藤學園升學科二年級生，很會製作洋式點心的主人公。很受女性歡迎，但都不是被當作戀愛對象看待，很憧憬一場普通的戀愛。與母親住在一起，名字被誤讀到成習慣，名字多數被誤讀為「大縞」（おしま）。
就讀托兒所時與千里相遇，當時因為不想上學而在玄關哭鬧時，千里將剝成一半的巧克力遞給自己，當一邊哭泣一邊將巧克力吃下時，就露出了放下心來的表情並露出笑臉，之後迅速與千里成為好友，知道巧克力的另一半是作為供品奉給死去的弟弟後並沒有想得太多，只是覺得吃了巧克力就可以看見千里的笑容，所以就接受千里給的巧克力。某次跟千里因著瑣事吵架，而拒絕了千里給的巧克力，千里當場崩潰並自責、向大輝懺悔，雖然馬上就道歉，但是千里完全無法冷靜下來，為了安慰千里而與其定下約定，「我會待在妳身邊，哪也不會去。」
因著千里的心情，常常貼心的以大輝的身分安慰、關心千里。
每兩週會去一次東雲葉月的家中煮飯給她吃，在和葉月吃飯時如果千里來簡訊，都回答和母親一起吃飯，不知為何要對千里說謊。
將棋棋藝經過和東雲皐月對戰後，被皐月評為破綻百出。
意外地經常出現在東雲姐妹對話的場地，會不知不覺地偷聽，因此被皐月起了「祟島」（コソジマ君）這個名字。
住吉千里（聲：杜若桔梗 / 中村繪里子/ 中嶋ヒロ（幼年））
身高：158cm，體重：45kg，三圍：B84/W56/H83
高藤學園升學科二年級生，前任部長指定而上任的部長。成績優秀，體育全能，容姿秀麗、常常有人偷窺，但料理能力不理想，因常常拒絕男生的告白、最近很少人靠近，公開宣稱大島裕樹是自己的所有物。自家在裕樹旁邊，經常在早上由陽台潛入裕樹家的陽台來叫醒裕樹起床。有一位名叫大輝的弟弟，但在小時候發生車禍過世。大輝車禍之前與大輝吵架，但由於身為姊姊而被迫容忍下來，因而心有不滿而向大輝惡作劇，由於大輝想要以巧克力為當天的點心，而母親說要兩人平分才能買，所以故意不選擇巧克力為點心，當天大輝也沒有吃到巧克力就出了車禍過世了。由於目擊車禍的瞬間，雖然自己在車禍的事件中完全沒有牽連，但是將整個事件歸咎於自己的惡作劇，在事件發生後，就變得不吃巧克力。在幼小心靈即將崩壞時與裕樹相遇；當時自己就讀幼稚園，而裕樹則是就讀托兒所，那天由於裕樹不想上學而在玄關哭泣時，將剝成一半的巧克力遞給裕樹，看著裕樹一邊哭泣一邊將巧克力吃下時，就露出了放下心來的表情並露出笑臉，從那時起與裕樹迅速的成為好友。某次和裕樹因著瑣事吵架時，被裕樹拒絕自己送的巧克力而當場崩潰而責怪自己，之後向大輝懺悔。但是由完全無法冷靜下來，裕樹為了安慰自己而定下約定，「我會待在妳身邊，哪也不會去。」
有著想做甚麼就做什麼的個性，對人也不易有戒心，容易與人親近。然而其「所有物」裕樹常常被捲入各種事件中，為裕樹的青梅竹馬。以裕樹代替大輝，定期買巧克力，一半都會給裕樹，而另一半則是當作供品奉給大輝，現在已經能再次吃巧克力。
森下未散（聲：井之原理子 / 今井麻美）
身高：155cm，體重：42kg，三圍：B78/W55/H80
高藤學園的一年級生。於選舉前入社。很少講話，頭上有仿如貓耳的翹髮。可以由臉上觀察出情緒，但是由於過於細微以至於難以讀取，運動能力優秀。似乎只會對大島裕樹說的話有所回應。十分喜歡KaNa（扇橋香奈）所送的口琴及其所教的樂曲，但之後損壞，其後由裕樹修復。自稱KaNa是唯一的好友，稱KaNa有一天突然失去聯繫，之所以進高藤學園也是為了找KaNa。
木場美冬（聲：鳴坂愛麗絲 / 水橋香織）
身高：166cm，體重：43kg，三圍：B80/W56/H81
高藤學園升學科的二年級生。國中曾經因病手術而留級一年，使得同班比她小一歲的同學們皆以敬語稱呼她，並與她保持距離。之後由於同班同學住吉千里自發性的幫助，遂能夠融入班級中，因此對千里懷抱極深的感激。和千里、千里的青梅竹馬大島裕樹是好朋友，又由於家住得離裕樹家很近，常常三人一起上學。另外，三人也常會玩起臨時的小話劇，通常是由裕樹開玩笑的先對美冬以誇張的方式告白，美冬再予以委婉拒絕，最後由千里吐槽裕樹。
從國中時就喜歡裕樹，並寫了以裕樹和自己為主角的愛情小說。動畫中由於與演說稿混淆導致裕樹看到了其小說內容。遊戲中則是在她小睡時，裕樹無意間看到了筆記型電腦中的小說。遊戲版本其路線中，由於顧慮到千里對裕樹的感情，決定隱藏自己的心意。右腹部有道手術的傷痕，在合宿期間被裕樹意外看到
雖然健康方面已經無礙，但是身體非常虛弱，就算只是淋雨也會重感冒。
個性溫柔，經常笑著點頭，聽著別人的談話。會摸摸裕樹的頭來安撫他的情緒；最常對裕樹說的話是：「裕君真的不行呢。」
知道許多年代久遠的廣告或是電影台詞，因此被男主角說是：「年齡差不只一歲。」
東雲皐月（聲：小夏菫 / 淺川悠）
身高：163cm，體重：47kg，三圍：B85/W58/H84
高藤學園升學科的二年級生。於一年級時展現其優秀的財務運用才能，被升為現在的學生自治會的財務部長，是下屆學生自治會學生會長選舉中最有力的候選人。
待人處事都非常公正，並且有很強的領導能力，但是其黑白分明的個性，使她欠缺柔軟的一面，因為自身性格的關係，令到自己經常被姊姊東雲葉月玩弄。將棋棋藝十分厲害，厲害到能用口述來和葉月下棋。
由於生長在較傳統的家庭，於因此精通傳統日式甜品，但西式甜品也是很好。
不喜歡被因自身美麗所吸引的男性，往往因此而拒絕與人的交際。
因大島裕樹在第一次見面時經常在道歉時說抱歉/對不起，所以就給裕樹起了「歉島」（ペコジマ君）這一個名，此外，經常幫裕樹起新的名字。
對裕樹與西式甜點有著另外一面有點S，一看到西式甜點心理年齡就會下降，非常喜歡大島蛋糕捲。在其故事線跟裕樹一起去自助式甜點餐廳約會，在那之前已經做過很多次腦內模擬分配吃甜點的順序，讓人看得出她對西式甜點的喜愛。
和葉月是同父同母的姊妹關係，但十分不喜歡葉月，並說要超越葉月，要成為葉月做不到的學生會會長。在得知葉月退選的原因後，因喪失目標以及部下對裕樹的不實抹黑決定退選，在裕樹當選後接受裕樹學生副會長的邀請並加入食研，跟裕樹幾乎每個禮拜都會去找葉月玩，在葉月說他們是淫亂情侶時也不害羞的回覆葉月。
喜歡裕樹。
青海衣更（聲：杏子御津 / 門脇舞以）
高藤學園升學科的一年級生，與未散同班。
以經濟特待生進入高藤學園，因此受到旁人的歧視，但本人卻總是笑著，不甚介意。
父親與母親離婚後，與母親及兩個弟弟一同生活，每次放學後就直接回家幫忙家務，所以家務萬能。在以前的學校常常被男生追求，上了高藤學園由於受到很多人的排斥，因此就很少男生接近她，加上因為是經濟特待生，所以經常受到欺凌。
在選舉期間車禍受傷，在故事最後被大島裕樹的媽媽請去當家政婦
衣更線由於裕樹在不知不覺中對自己有好感，不斷的提出對經濟特待生的改善方案導致千里、美冬、門前仲、猿江的不滿，覺得已經違背了選舉的初衷，最後提出取消經濟特待生的政策改為全部學生都可以自由選擇去工廠工作，讓無法在外打工的高藤學園的一般學生可以有額外的收入以及經特生可以兼顧學業與工作。衣更線最後裕樹落選，接受東雲皐月提出成為學生副會長的請求，成功改善經特生與一般學生之間的歧視。

### 食品研究部
枝川希美（聲：桃井穗美 / 儀武祐子）
高藤學園升學科的三年級生，前任食品研究部部長（社長），一年級時與毛利夜雲是同班同學。曾為國外的跳級生，返回日本就讀。是非比尋常的天才少女，常常作出先進的發明品，喜歡大島裕樹作的零食“大島蛋糕卷”（大島ロール），在Portable版本中升級為可攻略的女主角。
猿江愛（聲：佐藤千代子 / 豬口有佳）
高藤學園升學科二年級生。食品研究部的一般部員。常和總角之交的門前仲綺衣一起行動，被稱作「猴子組合」，但她們討厭這種稱呼。家中是開蔬菜店的（配戴紅蘿蔔樣式的髮飾），所以賣剩的商品都會放上飯桌，所以討厭吃蔬菜。
門前仲綺衣（聲：月代薰 / 藤村步）
高藤學園升學科二年級生。食品研究部的一般部員。常和總角之交的猿江愛一起行動，被稱作「猴子組合」，但她們討厭這種稱呼。家中是開魚店的（配戴魚形樣式的髮飾），賣剩的商品都會放上飯桌，所以討厭魚。
夢島朧（聲：緒方惠美 / 同左）
高藤學園升學科一年級生，於入學時被邀請入社，食品研究社的副社長。外貌偏女性化，喜歡跟大島裕樹「搞BL」，讓女性們相當興奮。總是笑著說話，說話語氣很女性化，常常有令人難以分辨的發言。平時睡覺時要用抱枕及20個鬧鐘。空手道黑帶。

### 學生自治會
毛利夜雲（聲：隼人朱雀 / 鈴村健一）
高藤學園升學科的三年級生。現任學生會會長。治安部出身，治安部派系的領袖。和扇橋香奈是戀人關係。企圖由治安部連續三任擔任此職務，但現況使他很頭疼。表面上待人接物很友善，言詞有禮。善於演說，在動畫中幾乎是瞇瞇眼的狀態，但第11集時，因為香奈的事瞪了大島裕樹。在前一次的會長選舉以壓倒性的支持率當選，據說在當選時所得的票數有99%是女性給的。
對準備參選的裕樹感興趣和給予支持及鼓勵，在動畫第3集，想讓治安部能在下一次的選舉中，與其他候選人站在同樣的起跑線上，因而打算支持裕樹，以和治安部合作就有400張選票而和千里達成短期合約，由於治安部正在自我反省中，不能派部員來幫忙，所以就用自身參選的經驗和選舉智識來幫忙。
自身的領導十分厲害，和食品研究部一合作就能達成作出適合各人能力做到的指示。
是森下未散和香奈的直屬上司，在動畫第10集中，在醫院探香奈時，被裕樹發現，及後被裕樹跟蹤及偷聽了電話對話後，裕樹在病房發現香奈時，捉了裕樹並帶去治安部問話，其後對裕樹說出事實（有關森下和香奈是S特及香奈所發生的事）。
在動畫最終集中，幫助裕樹找千里，並逮捕大澤。卸任交接後與香奈進入食品研究部。
雙人組SP（聲：無 / SP1.松岡禎丞、SP2.島崎信長）
僅在動畫版登場。跟隨現任學生會會長毛利夜雲，並在毛利的指示下調查周遭事件。
扇橋香奈（聲：倉田瑪利亞 / 井口裕香）
毛利夜雲的直屬S特，和毛利是戀人關係，和森下未散是好友關係，並且教導森下吹口風琴及樂曲。在一次任務中於完成任務離開時被人發現，被大澤由衣奈用車撞傷，導致失去意識。因為只有大澤所屬的堅平派的醫院才有能力救助，所以使毛利一直受到堅平派的控制。又因為自己住院是不能公開的秘密，而被森下認為失蹤，森下為了尋找自己而成為S特。直至森下收到大島裕樹電話而去偷偷帶走自己，並在森下奏出樂曲時，突然甦醒，才令毛利不用再受到控制。
辰巳茂（聲：木島宇太 / 水島大宙）
高藤學園升學科二年級生，臉上戴著只有大島裕樹看得到的面具，現任學生會總務部部長。此次學生會長候選人之一。使用賄賂手段達到選舉目的，因而學生對其印象不佳。
大澤由衣奈（聲：無 / 釘宮理惠）
前治安部部長，遊戲未實際登場，於動畫第9集登場。
【大澤事件】由於接獲經濟特待生於販賣部偷竊之投訴而進行過當的調查，並在證據不足的情形下將嫌疑犯的姓名公開，結果該生因無法接受精神上的壓力而退學。
最終由於該投訴不實而遭被處罰停學。
在動畫最終集中，不斷阻礙大島裕樹並綁架住吉千里，曝光後被毛利夜雲逮捕。
堅平（聲：無 / 無）
僅在動畫版中被提及，本人並未登場。
大澤由衣奈的前輩。治安部內與毛利夜雲派對立的強硬派派系的代表。
以讓扇橋香奈入院治療作為條件要求任命大澤為治安部長，選舉開始後也以停止對香奈的治療要脅毛利停止對大島裕樹的支援，但被裕樹和森下阻止並讓所有惡行曝光。

### 其他人物
東雲葉月（聲：咲峰千羽優 / 石松千惠美）
高藤學園的老師，時年23歲，也是東雲皐月的姊姊，將棋棋藝與皐月不相上下 (動畫第9集時皐月說第8集中的棋局葉月最後會陷入困境而敗) ，也能用口述來下棋。
食品研究部的顧問，經常帶啤酒跟零食到社團吃。
經常擅自決定要做的事，有著與住吉千里一樣好強的個性，外表跟妹妹很像，跟大島裕樹接吻過（在動畫第7集中證實了是在酒醉的時候接吻過）。喜歡裕樹，並在動畫第8集對裕樹表白。
和皐月的關係不是太好，在動畫以及遊戲中告知皋月以及裕樹自己跟皋月是親生姊妹以及為何出走後好轉，遊戲最後打算回老家一趟。
原本以為自己和皐月是同父異母，但在一次從一個喝醉的親戚口中得知，自己的生母是皐月的母親，後來在問父親時，父親也把全部事情說出來了，其後得知自己出生前，已經離世的母親是摘除子宮。後知來因不知道要如何面對離世的母親及親生母親而離家出走，在動畫第8集和皐月和好。
汐濱陽高（聲：睡蓮 / 真田麻美）
外貌中性， 高藤學園升學科二年級生，ASP所屬記者，按照上層要求，常改變穿著男校服或女校服，本人以為是方便進行採訪，但其實是被上層借以虚增社员人数來增加預算。有著過於強烈的正義感。
有明美繪瑠（聲：榊原由依 / 同左）
高藤學園升學科二年級生，與大島裕樹同班，是個腐女，所在社團是「腐の巢」（FNOS），夏天時成為了部長。
協助大島裕樹選舉活動，被提拔為「大島裕樹後援會」的副會長。
佐賀玲二（聲：柴木幕流 / 遊佐浩二）
高藤學園升學科二年級生，與大島裕樹同班，「驚嘆祝祭部」部長，戴著眼鏡，頭上戴著只有大島裕樹看得到的竹蜻蜓，會隨著情緒變化而改變轉動頻率。
協助大島裕樹選舉活動，被提拔為「大島裕樹後援會」的會長。
住吉大輝（聲：無 / 無）
住吉千里的已故弟弟，喜歡板狀巧克力。
動畫版中以回想方式登場。因為交通事故夭折，因此也造成千里的心理創傷而從那以來不吃巧克力。

### 動畫登場
以下四人僅在動畫版登場。
三谷步夢（聲：無 / 茅原實里）
朝岡學園的三年級生。
與姊妹社fairys作品《現在就想告訴哥哥，我是妹妹！》裡的步夢是同一人。
在動畫第13集當中得知，與住吉千里有表姐妹的關係，並在甜點對決與千里一組做手製餅乾。
奈奈瀬奉莉（聲：無 / 伊藤加奈惠）
朝岡學園的三年級生。
與姊妹社fairys作品《現在就想告訴哥哥，我是妹妹！》裡的奉莉是同一人。
在動畫第13集當中得知，與東雲皐月有青梅竹馬的關係，並在甜點對決與皐月一組做奶油蛋糕。
少數能讀錯後就立即正確讀出大島的人。
茂森真央（聲：無 / 茅野愛衣）
朝岡學園的三年級生，在動畫13集時玩食研社的備品導致弄髒制服，被奈奈瀨奉莉發現她的胸部變大了。
與姊妹社fairys作品《現在就想告訴哥哥，我是妹妹！》裡的真央是同一人。
拝田希實花（聲：無 / 日笠陽子）
朝岡學園的三年級生，有點笨手笨腳的，在動畫13集時玩食研社的備品導致弄髒制服。
與姊妹社fairys作品《現在就想告訴哥哥，我是妹妹！》裡的希實花是同一人。

## 用語
私立高藤學園
作為故事背景，擁有6000多名學生的巨型學園。校門前有兩座斜張橋「雙子橋（双子橋）」。
原則上禁止打工。
可自由選擇通學或是住宿，同時擁有對角需步行十五分鐘的廣大校地。
S特
「Secret 特務員」的略稱，從事類似於間諜的工作。
一邊作為學生生活，一邊秘密調查學校生活，並向治安部提供情報，令治安社能在發生大事前處理問題，經過一排的訓練後，所有S特訓練生也會有直屬上司。

### 社團活動
擁有超過100個的同好會或社團，其中也有領了社團補助金但沒有實績的社團。
校地內有「部活棟」，擁有完善的冷暖氣設備，還有露天澡堂。
食品研究部
大島等主角們所屬的社團，通稱「食研」（ショッケン）。
部活動是用部費零食吃並研究的社團，但在任何人看來都是「以部費買零食吃」而已。
因為被東雲列為廢部候補所以參與下屆自治學生會長競選。
動畫版中，部室中放置了不少希美發明品，也有所謂「食研七誓」（ショッケン七つの誓い）的社團誓言。
FNOS（「腐之巢（腐の巣）」）
簡單來說就是「腐女子同好會」。
主要從事BL相關物品的購買、BL CP（配對）討論的同好會。也有在同人誌即賣會上販賣同人誌，但仍被列為部費削減對象（30%）。
FNOS是「Female Nation Of Single」的簡稱。
驚嘆祝祭部
簡單來說就是「模型部」。
主要從事模型的收集、製作或販買的社團。因為製作成品的完成度很高，在模型界中擁有一定人氣。雖然說有參與些活動並販賣由社團製作的模型，但仍被列為部費削減對象（50%）。

#### 新聞性社團
ASP
正式名稱為「Anti Suppression Paper」。
暴露了治安部秘密處理的大澤事件，熱烈討論著「學員問題」等等的新聞部。由於自治委員會也忌諱著，而傳出可能會被廢部的謠言。
第一新聞部
正式名稱為「高藤学園第一新聞部」。高藤學園代表性的新聞性社團，報導內容多樣化。

正式名稱為「（Mass communication）研究部」。校內知名度僅次於第一新聞部的新聞性社團。
FPR18
新聞性社團之一，正式名稱為「Free PaperR18」。主要報導八卦謠言等內容。
SMC
新聞性社團之一，正式名稱為「Super Morning Club」。主要報導意識形態等內容。

新聞性社團之一，正式名稱為。
NUY
新聞性社團之一。因為主要內容枯燥，缺乏有趣內容。

#### 其他社團
空氣相撲部
想像面前有對手並進行相撲的社團。因將大量社費花費於相撲火鍋而被東雲皐月說「空氣的相撲火鍋也可以」。
犬鍋研究部
字面上容易被誤會是韓國的補身湯，實際上是類似於貓鍋。
但是部活動原則上禁止寵物進入，活動主旨則改成「製作讓大型犬也進得去的鍋子」部，但鍋子的製作費被認為是不必要花費而被列為部費削減對象（50%）。
偶像研究部
發行「高藤美少女100選」的社團。
數年前「高藤美少女TOP10」的企劃仍在實行時，遭到校內女學生們的反對而被自治委員會通告要求廢除，而現任部長則為了要恢復社團而努力。
空氣山岳部
僅在動畫版出現。
一個人想像在山中登山的社團。
但是由於不透明的活動過多，同時也懷疑有善用部費，財務部數度要求提出部費明細但過了半年仍沒有回應而被列為廢部對象。
臭氧層破洞觀察會（オゾンホール覗こう会）
僅在動畫版出現。
實際活動不明、部費運用不明，同時因為部員人數暴增而要求增加部費的疑點，對於財務部的調查也處於不合作的惡劣態度而被列為廢部對象。

## 主題歌
- 片頭主題曲《INITIATIVE》

歌‧作詞：川田真美　作曲、編曲：中澤伴行
- PSP版片頭主題曲《STEP AHEAD》

歌・作詞：安娜貝爾 作曲・編曲：myu
- 插入歌《piece of my heart》

歌：舞崎なみ　作詞：川田麻美　作曲：中澤伴行　編曲：中澤伴行、一色由比
- 千里線片尾曲《a little love song》

歌：杜若桔梗　作詞：RUCCA　作曲、編曲：菊田大介
- 未散線片尾曲

歌：井之原理子　作詞：中山真斗 作曲、編曲：藤間仁
- 美冬線片尾曲

歌：鳴坂ありす　作詞：RUCCA　作曲、編曲：藤田淳平
- 皐月線片尾曲

歌：小夏スミレ　作詞、作曲、編曲：中山真斗
- 衣更線片尾曲

歌：杏子御津　作詞：RUCCA　作曲：上松範康　編曲：母里治樹
- 片尾主題曲《Jewelry Time》

歌・作詞：Ceui　作曲：小高光太郎、Ceui　編曲：小高光太郎

## 出版書籍
第一款由所作的漫畫《戀愛與選舉與巧克力》於2011年2月起號在ASCII Media Works旗下雜誌《電擊G's magazine》上發表，六本單行本於2011年7月27日至2012年7月27日發售。第二款由依河和希所作的漫畫《戀愛與選舉與巧克力 SLC》於2011年5月號起在ASCII Media Works旗下雜誌《月刊Comic電擊大王》上發表，六本單行本於2011年9月27日至2012年7月27日發售。兩本漫畫選集單行本由一迅社於2011年4月25日至7月25日發售。
由三上康明和AIC插畫的輕小說《戀愛與選舉與巧克力 a novel》由小學館於2012年8月21日發售。

## 電視動畫

### 製作人員
- 原作：sprite/fairys
- 原畫．人設：春夏冬ゆう
- 監督：喜多幡徹
- 系列構成．腳本：高山克彥
- 企劃：堅木功
- 音樂：Elements Garden、I've
- 動畫製作：AIC Build
- 製作：Aniplex
- 製作人：

### 主題曲
主題曲
作詞・歌 - 安娜貝爾 / 作曲・編曲 - myu
片尾曲
作詞・歌 - Ceui / 作曲 - 小高光太郎、Ceui / 編曲 - 小高光太郎
插曲（第1话）
作詞・歌 - 安娜貝爾 / 作曲・編曲 - myu
插曲（第11话）
作詞・歌 - Ceui / 作曲・編曲 - 小高光太郎、Ceui

### 各集標題
| 集數   | 日文标题 | 中文標題 | 脚本     | 分镜     | 演出              | 作画監督                                            |
| ------ | -------- | -------- | -------- | -------- | ----------------- | --------------------------------------------------- |
| 第1集  |          | 废部！   | 高山克彥 | 喜多幡徹 | 唐戶光博          | 立川聖治                                            |
| 第2集  |          | 出馬！   | 高山克彥 | 喜多幡徹 | 秋田典昭 朝木幸彥 | 森前和也                                            |
| 第3集  |          | 戰略！   | 高山克彥 | 高本宣弘 | 駒屋健一郎        | 小關雅                                              |
| 第4集  |          | 資金！   | 高山克彥 | 堀之内元 | 鈴木芳成          | 安形佳己                                            |
| 第5集  |          | 祭典！   | 高山克彥 | 金崎貴臣 | 中智仁            | 片岡育 平野勇一 島千藏                              |
| 第6集  |          | 開票！   | 高山克彥 | 後信治   | 後信治            | 中原清隆                                            |
| 第7集  |          | 合宿！   | 高山克彥 | 堀之内元 | 安藤貴史          | 鈴木勇 諸石美雪 百瀨惠美子                          |
| 第8集  |          | 真實！   | 高山克彥 | 伊藤真朱 | 岩田義彥          | 森前和也 古川美樹                                   |
| 第9集  |          | 事故！   | 高山克彥 | 金崎貴臣 | 駒屋健一郎        | 井口真理子 余島郁枝 谷友子                          |
| 第10集 |          | 錯綜！   | 高山克彥 | 池田隆史 | 秋田典昭 朝木幸彥 | 立川聖治 中原清隆                                   |
| 第11集 |          | 搜索！   | 高山克彥 | 小林智樹 | 中智仁 野亦則行   | 片岡育、服部 憲知、平野勇 一、谷川政輝              |
| 第12集 |          | 投票！   | 高山克彥 | 堀之内元 | 安藤貴史          | 鈴木勇 豬股雅美 立川聖治 梅津行則 諸石美雪 森前和也 |
| 第13集 |          | 戀妹！   | 高山克彥 | 堀之内元 | 仁昌寺義人        | 立川聖治 猪股雅美                                   |

### 播放電視台
日本深夜動畫：下文記載的日本国内播放時間使用日本標準時間（UTC+9）表示。因為部分時間标识會採用30小时制，因此請留意这类超过24:00的时间，其實際播放時間為翌日清晨。
| 播放地區   | 播放電視台   | 播放日期                | 播放時間（UTC+9）                                                          | 所屬聯播網       | 備註                                |
| ---------- | ------------ | ----------------------- | -------------------------------------------------------------------------- | ---------------- | ----------------------------------- |
| 關東廣域圈 | TBS電視台    | 2012年7月5日－9月27日   | 星期四 25時25分－25時55分                                                  | TBS系列          | 制作局 TBS電視台星期四深夜動畫第1部 |
| 京都府     | KBS京都      | 2012年7月13日－10月5日  | 星期五 25時00分－25時30分                                                  | 獨立局           |                                     |
| 兵庫縣     | SUN電視台    | 2012年7月15日－10月7日  | 星期日 24時30分－25時00分                                                  | 獨立局           |                                     |
| 中京廣域圈 | 中部日本放送 | 2012年7月19日－10月11日 | 星期四 26時00分－26時30分                                                  | TBS系列          |                                     |
| 日本全國   | BS-TBS       | 2012年7月28日－10月13日 | 星期六 25時00分－25時30分                                                  | TBS系列 衛星電視 |                                     |
| 日本全國   | AT-X         | 2012年8月14日－         | （第1-6話）星期二 10時00分－10時30分 （第7-12話）星期二 22時00分－22時30分 | 衛星電視         | 有重播                              |

## 評價
2010年6月至10月，《戀愛與選舉與巧克力》連續三次進入日本全國電腦遊戲預約榜的前10名。其中6月至8月排名第9名；8月至9月排名第6名；9月至10月排名第3名。《戀愛與選舉與巧克力》的初回限定特裝版在2010年10月的日本全國電腦遊戲銷售榜上排名第1名；2010年11月排名第19名；2011年1月排名第48名。《戀愛與選舉與巧克力》在日本美少女遊戲與動畫相關商品銷售網站Getchu.com的2010年銷量榜上排名第5。
在Getchu所舉辦的2010年美少女遊戲大賞中，《戀愛與選舉與巧克力》综合部门第6名；剧本部门第8名；绘图部门第4名；音樂排名第8名；影片部门第11名；角色東雲皐月排名第14名。PSP遊戲於2012年9月27日至10月3日的銷售量已達16743套。

## 爭議
初回限定版被發現AXL十八禁遊戲《Like a Butler》試玩版影片、Selen（sprite的母品牌）的兩個十八禁遊戲《Paramiko》（ぱらみこ）與《借金姊妹2 AfterStory》（借金姉妹2 AfterStory）遊戲資料被混入遊戲光碟；sprite決定回收初回限定版，並於2010年11月19日重新發行。

## 外部連結
- 官方網站 （页面存档备份，存于）（日語）
- PSP版官方網站 （页面存档备份，存于）（日語）
- 動畫官方網站 （页面存档备份，存于）（日語）
- 動畫官方網站（TBS） （页面存档备份，存于）（日語）
- 戀愛與選舉與巧克力的X（前Twitter）
- 《戀愛與選舉與巧克力》在視覺小說數據庫的頁面 （英文）
- 戀愛與選舉與巧克力（動畫）在動畫新聞網百科全書中的資料（英文）
- 恋爱与选举与巧克力 官方中文网站 （页面存档备份，存于）